# Jolanda Homminga

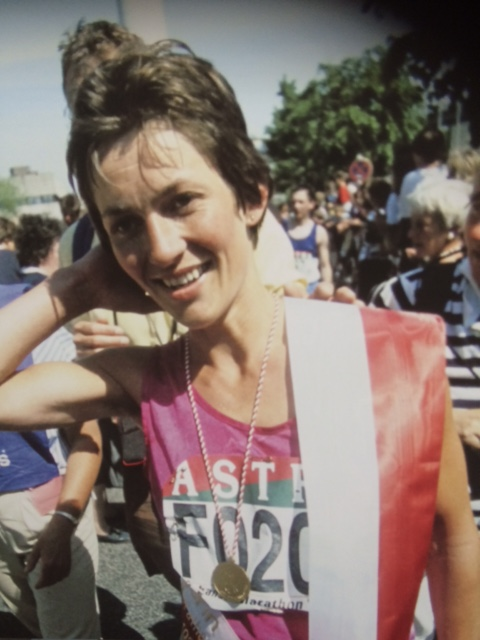
Jolanda Homminga beim Hamburg-Marathon 1989

Jolanda Homminga (* 3. Juli 1959) ist eine ehemalige niederländische Langstreckenläuferin.
1988 wurde sie als Zweite des Amsterdam-Marathons nationale Meisterin. 1989 siegte sie beim Hamburg-Marathon, errang den nationalen Titel über 10.000 m und im 15-km-Straßenlauf und wurde Zweite beim Frankfurt-Marathon. 1990 wurde sie mit ihrer persönlichen Bestzeit von 2:37:38 h Dritte beim Rotterdam-Marathon.

## Persönliche Bestzeiten
- 5000 m: 16:23,8 min, 30. Juni 1989, Amsterdam
- 10.000 m: 33:57,04 min, 6. August 1989, Dublin
- Marathon: 2:37:38 h, 22. April 1990, Rotterdam